# Нафтни деривати
Нафтни деривати су материјали који су изведени из сирове нафте при њеној обради у рафинеријама нафте. За разлику од петрохемија, које су колекција добро дефинисаних и обично чистих хемијских једињења, нафтни производи су комплексне смеша. Највећи део нафте се конвертује у нафтне производе, чиме је обухваћено неколико класа горива.

## Течни нафтни гас
Течни нафтни гас је најлакши дериват нафте, састоји се од смеше пропана и бутана. Као такав мора се рафинисати да би се уклонила корозивна сумпорна једињења. Тако прерађени гас може ићи на тржиште.
ТНГ је безбојан, веома запаљив и експлозиван гас, карактеристичног мириса. Пошто је 1,9× тежи од ваздуха, задржава се на најнижим местима, са којих својим присуством истискује кисеоник. Зато спада у групу загушљиваца. Није отрован већ само у веома великим концентрацијама има лако наркотично дејство.
Сагорева бурно, ослобађајући велику количину топлоте, а продукти сагоревања су угљендиоксид и водена пара. Највиша температура пламена сагоревања (са ваздухом) је око 1900 °C. Са ваздухом ствара експлозивне смеше које се лако могу запалити у присуству отвореног пламена. Међутим, у односу на друге запаљиве гасове, границе експлозивности смеше ТНГ-а су веома уске: границе запаљивости су 2 ÷ 9 вол% (за смешу пропан-бутан 35:65). (За пропан - 2,1 ÷ 9,5, а за бутан - 1,9 ÷ 8,5.) То значи, да ако у просторији или одређеном простору има мање од 2% или више од 9% смеше пропана и бутана неће доћи до експлозије чак и ако постоји извор паљења (због вишка, односно мањка кисеоника)!
Његов октански број се креће у распону 90 ÷ 110, а (горња) топлотна моћ му је између 25,5МЈ/дм³ (за чисти пропан) и 28,7МЈ/дм³ (за чист бутан) - у зависности од састава.

## Бензин
Моторни бензин (скраћ. бензин; нем. бензин) представља дериват сирове нафте који се користи као погонско гориво у моторима са унутрашњим сагоревањем. Карактерише се као течна смеша лако испарљивих и запаљивих угљоводоника са 4 до 12 атома угљеника у молекулу.
Као и сва течна горива моторни бензини се одликују великом енергијом коју ослобађају приликом сагоревања. Због специфичног начина употребе у моторима са унутрашњим сагоревањем, моторни бензин у односу на друга течна горива мора да испуни бројне захтеве у виду образовања одговарајуће смеше са ваздухом и сагоревања тако настале смеше. Моторни бензин мора са ваздухом да створи хомогену смешу у прописаној размери у што је могуће већем опсегу климатских услова. Мора да лако испарава, да омогућава брзо загревање мотора након старта као и да не ствара наслаге у комори за сагоревање и систему за дистрибуцију и убризгавање горива. Са друге стране, смеша горива и ваздуха мора бити отпорна на самозапаљење, мора равномерно и што потпуније да сагорева као и да не продукује токсичне, канцерогене и корозивне компоненте након сагоревања.
Бензин који се користи у моторима са унутрашњим сагоревањем може имати значајан утицај на локално окружење и такође доприноси глобалној емисији угљен диоксида. Бензин такође може ући у околину несагорео, у течном или парном стању, услед цурења и руковања током производње, транспорта и испоруке (нпр. из резервоара за складиштење, услед изливања итд.). Као пример напора за контролу таквог цурења, многи подземни резервоари за складиштење морају да имају екстензивне заштитне мере за спречавање таквих цурења. Бензин садржи бензен и друге познате канцерогене састојке.

## Дизел гориво
Дизел-гориво је један од главних продуката прераде сирове нафте. Оно се дестилује између 170 и 360 °C, а служи за погон дизел-мотора. Постоје: врло лако дизел-гориво (за брзоходне машине и ниске температуре околине), лако дизел-гориво (за брзоходне машине кад температуре нису ниске), и средње и тешко дизел-гориво (за стабилне дизел-моторе и дизел-моторе на бродовима).
Квалитет горива одређује цетански број (квалитет запаљења). Он не сме бити превелик јер узрокује непотпуно сагоревање и појаву дима у гасовима сагоревања. Његов минимум је између 25 и 45 у зависности од врсте дизел-горива.
За производњу дизелског горива користи се петролеј и делови лаког плинског уља, ти елементи се дестилишу на 170 °C до 360 °C. Осим температурне филтрабилности важан је и масени удео укупног сумпора који не сме бити већи од 1,0% због корозивног деловања.

## Млазно гориво
Млазно гориво или керозин је смеша тешког бензина и петролеја, односно једињења нафте која се дестилишу на 145 °C до 225 °C. Како ту врсту горива користе млазни авиони који лете на великим висинама где владају изразито ниске температуре, потребно је осигурати да су температуре замрзавања испод -55 °C.
Керозин је безбојни, запаљиви угљиководик добивен дестилацијом из сирове нафте који се користи као гориво у турбинским моторима. Млазно гориво је мешавина различитих угљоводоника. Како тачан састав млазног горива варира на основу извора нафте, немогуће је дефинисати млазно гориво као однос специфичних угљоводоника. Стога се млазно гориво дефинише као спецификација перформанси, а не као хемијско једињење. Даље, распон молекулске масе између угљоводоника (или различитих бројева угљеника) је дефинисан захтевима производа, као што су тачка смрзавања или тачка дима. Млазно гориво типа керозин (укључујући Јет А и Јет А-1, ЈП-5 и ЈП-8) има расподелу броја угљеника између око 8 и 16 (атоми угљеника по молекули); млазно гориво широког пресека или нафте (укључујући Ј Б и ЈП-4), између око 5 и 15.

## Моторна уља
Уља се користе у различите сврхе, основна им је функција подмазивање мотора, штедња горива, хлађење и дихтовање мотора, као и спречавање корозије. Индекс вискозности им је врло висок због специфичних услова рада, уједно индекс вискозности је и мера по којој се уља класификују.
Моторно уље или мазиво за мотор је било која од различитих супстанци која се састоји од базних уља ојачаних разним адитивима, посебно детерџентима, дисперзантима, а код вишеградних уља и побољшивачима индекса вискозности. Моторно уље се користи за подмазивање мотора са унутрашњим сагоревањем. Главна функција моторног уља је да смањи трење и хабање покретних делова и да мотор очисти од муља (једна од функција средстава за распршивање) и лакова (детерџената). Такође неутралише киселине које потичу из горива и оксидације мазива (детерџенти), побољшава заптивање клипних прстенова и хлади мотор носећи топлоту од покретних делова. Поред горе поменутих основних састојака, скоро сва уља за подмазивање садрже инхибиторе корозије и оксидације. Моторно уље може бити састављено само од базе мазива у случају уља без детерџената, или базе мазива плус адитиви за побољшање детерџента уља, екстремних перформанси притиска и способности инхибиције корозије делова мотора. Моторна уља се данас мешају коришћењем базних уља састављених од нафтних угљоводоника, полиалфаолефина (ПАО) или њихових мешавина у различитим омјерима, понекад и до 20 мас.% Естера за боље растварање адитива.

## Битумен
Битумен је дериват нафте који се добија оксидацијом у вакууму остатака нафте. Важна својства су еластичност, пенетрација, температура мекшања, истегљивост. Својства битумена зависе од степена дисперзије асфалтина у малтенима. Своју употребу је пронашао у градњи путева и индустрији.
Битумен је лепљива, црна и високо вискозна течност или полу-течност која се јавља уз бројна лежишта нафте и других минерала. У прошлости се користио за поправљање рупа на бродовима и спречавање продора воде у исте. Данас се највише користи за прављење путева и других саобраћајница. Сходно различитом саставу могуће је произвести различите типове асфалта (према тврдоћи, вискозности, квалитету и др).

## Парафин
Парафин је смеса алкана, то јест засићених алифатских парафинских угљоводоника (парафина) с 18 до 45 (до чак и 55) угљеникових атома у молекулу, структурне хемијске формуле C(n)H(2n+2), али за велике угљоводонике се то може апроксимирати сa CH2. У течном стању се назива и парафинским уљем. Добија се из неких фракција вакуумске дестилације остатка након атмосферске дестилације нафте. Поступним хлађењем тих фракција до приближно –40 °C излучује се парафински восак, који се одваја филтрацијом. Из парафинског воска могу се добити три врсте парафина: чврсти парафин, цересин и вазелин.

## Лож-уље
Уље за ложење (или лож-уље) је течно гориво које се користи као гориво за грејање. Оно је средњи или тешки остатак прераде нафте, евентуално каменог или мрког угља. Понекад се као котловско гориво користи и сирова нафта, лишена лаких фракција.
Према прописима у Србији (СРПС Б.Х.340), производи се седам врста уља за ложење:
- уље за ложење екстра лако - ЕЛ
- уље за ложење лако - L
- уље за ложење средње - С
- уље за ложење тешко - Т
- уље за ложење лако специјално - ЛЦ
- тешко металуршко уље за ложење - ТМ1
- тешко металуршко уље за ложење - ТМ2

Понекад се уље за ложење користило уместо дизел горива, пошто је његова цена нижа.

## Галерија
- Сирова нафта
- Моторни бензин
- Керозин
- Дизел гориво
- Моторно уље
- Асфалт